# Elise Troschel
Elise Troschel (geborene Elise Schulz; * 15. Juni 1869 in Köslin; † 6. November 1952 in Oldenburg) war eine der ersten deutschen Ärztinnen.

## Leben und Wirken
Elise Troschel wurde als uneheliches Kind geboren und wuchs in materiell schwierigen Verhältnissen auf. Den Besuch der Höheren Mädchenschule und des Lehrerinnenseminars in Berlin (1884–1887) finanzierte sie auch durch das Erteilen von Privatunterricht. Seit 1887 arbeitete sie als Lehrerin und Erzieherin und begann zur Vorbereitung auf das Abitur 1891 mit den Gymnasialkursen für Frauen in Berlin bei Helene Lange, die sie aber abbrach, um eine Ausbildung zur Krankenschwester zu absolvieren. Sie nahm Privatunterricht in Mathematik und Latein und wechselte als Gasthörerin zum Medizinstudium an die Universität Zürich. Dort legte sie die Maturitätsprüfung und das Physikum ab. Das Studium wurde vom Allgemeinen Deutschen Frauenverein und von Ärztinnen wie Franziska Tiburtius und Emilie Lehmus ideell und finanziell unterstützt. 1895 setzte sie ihr Studium an der Universität zu Berlin fort und heiratete ihren ehemaligen Privatlehrer, den Schiffs- und Hafenbaumeister und späteren kaiserlichen Hofbaurat Ernst Troschel (1868–1915). Zusammen mit einer Kommilitonin war Elise Troschel im Semester 1895/1896 in Zürich die erste Medizinstudentin, die als Unterassistentin eingestellt wurde. Sie arbeitete bei dem Pathologen Hugo Ribbert. Danach setzte sie ihr Medizinstudium an den Universitäten Halle und Greifswald fort, um nach deutschen Vorgaben erneut das Physikum abzulegen. In ihren Memoiren berichtet sie, dass ihr in Deutschland als Frau wiederholt von Professoren untersagt wurde, medizinische Lehrveranstaltungen zu besuchen.
1898 wurde Elise Troschel an der Universität Bern promoviert, das Kultusministerium in Berlin gab ihrem Antrag statt, den Titel auch in Deutschland führen zu dürfen. Nach zwei Semestern an der Universität Königsberg legte sie dort – zusammen mit Ethel Blume – als eine der ersten deutschen Medizinerinnen 1901 das medizinische Staatsexamen ab und erhielt 1902 ihre Approbation.
Als bereits mehrfache Mutter begleitete sie 1903 ihren Mann mit der Familie nach Tsingtau, wo sie eine private Privatpraxis für Geburtshilfe unterhielt. 1908 war sie niedergelassene Ärztin in Wilhelmshaven, dann 1911 in Danzig, wo sie auch als Assistenzärztin am Städtischen Krankenhaus tätig wurde. Kurzzeitig wirkte sie an einer Naturheilanstalt in Bad Wilhelmshöhe und 1912 am Institut für Lichtbehandlung in Mainz. Seit 1915 war sie niedergelassene Ärztin und auch Schulärztin in Köslin. Seit 1919 führte sie eine Praxis in Berlin und seit 1926 in Lauenburg. Seit 1931 war sie zusammen mit ihrer Tochter Ärztin in Zedlitzfelde in Pommern. Seit 1937 lebte sie in Stettin und 1944 in Horst in Pommern, bevor sie 1945 nach Oldenburg zog. 
Von ihren sieben Kindern wurde das älteste, die Tochter Klara (verheiratete Schüttpelz, geb. 1896) ebenfalls Ärztin.
Elise Troschel betrieb sinologische Studien, publizierte literarische Arbeiten und übersetzte französische Lyrik ins Deutsche.

## Werke
- Beiträge zur klinischen Dignität der papillären Ovarialgeschwülste. Universität Bern, Diss. Berlin: Karger, 1898, 16 S.
- mit Alwin Karl Mackenrodt: Weitere Erfahrungen mit der Operation der Retroflexio uteri. Berlin: Karger, 1898, 34 S. (Arbeiten aus der Privat-Frauenklinik von Dr. A. Mackenrodt in Berlin, Heft 3).
- Fünfzig Jahre Dr. med. 1. Aufl. 1948; weitere Auflagen: Bremen 2001, 213 S.; Hrsg. von Hartmut H. Claus. Berlin: epubli, 2023, 180 S.